# Stidsholtkvinden
Stidsholtkvinden eller Stidsholthovedet er det ødelagte hoved fra en kvinde, der blev fundet i Stidsholt Mose i Vendsyssel i 1859. Hun var blevet halshugget af et hug mellem tredje og fjerde halshvirvel. Hendes hår var farvet mørkerødt af stofferne i tørvemosen. Hendes hår var bundet i en knude og fastgjort med et vævet bånd, der dog var forgået. Hendes hoved blev aldrig videnskabeligt dateret, men stammer muligvis fra jernalderen, og resten af kroppen blev aldrig fundet. Hendes hår var 51 centimeter langt. Det er udstillet i København.